# Master (Recht)
Ein Master ist in der Gerichtsorganisation von England und Wales ein juristischer Beruf an der Chancery Division und der Queen’s Bench Division des High Courts, der den Richter in zivilprozessualen Angelegenheiten unterstützt. Der Beruf findet seine Ursprünge bereits im 12. Jahrhundert im Court of Chancery und verschmolz im Laufe der Zeit mit verschiedenen anderen Hilfsberufen bei Gericht. Seine Aufgabe besteht heute darin, Anträge (motions) zu hören und prozessuale Details vorzubereiten und eine spätere Vollstreckung des Urteils zu begleiten.